# Jainaba Bah
Jainaba Bah (geb. 25. Oktober 1963 in Bathurst) ist eine gambische Aktivistin, Politikerin und Diplomatin.

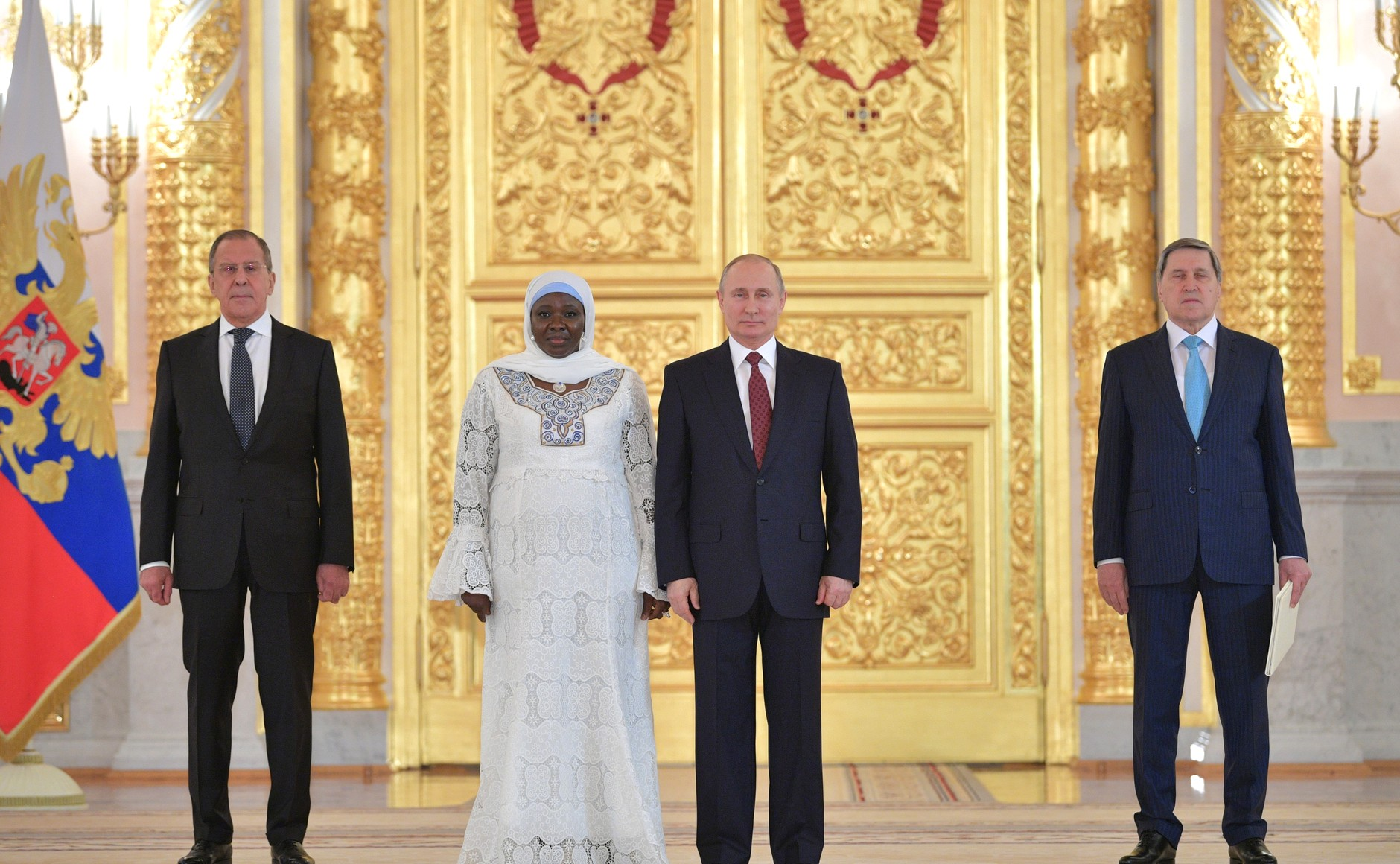
Jainaba Bah mit (von links nach rechts) Außenminister Sergei Lawrow, Präsident Putin und Präsidentenberater Juri Uschakow am 11. April 2018.

Bahs Vater Sulayman Bah stammte aus Timbi-Madina (Guinea) und arbeitete als Viehhändler in Südgambia und Südwestsenegal. Ihre Eltern lebten in Farafenni. Sie erhielt ihren Namen von ihrer Großmutter mütterlicherseits, Jainabou.
1983 schloss sie die St. Joseph’s High School ab und arbeitete im Anschluss als Lehrerin an der Muslim High School (heute Muslim Senior Secondary School). Später war sie für die Versicherungsgesellschaft Gambia National Insurance Company (GNIC) in den Bereichen Schifffahrt und Lebensversicherungen tätig.
Gegen Ende ihrer Schulzeit begann sie, sich politisch zu engagieren und schloss sich nach dem Schulabschluss der gambischen Sektion der Untergrundbewegung Movement for Justice in Africa-Gambia (MOJA-G) an. Im Alter von zwanzig Jahren wegen wurde sie der Beteiligung an MOJA-G und der Mitwirkung an der studentischen Zeitschrift Organ of the Revolutionary Students von Sicherheitskräften festgenommen und gefoltert. In der Folge floh sie Mitte der 1980er Jahre mit ihrem Ehemann und Sohn nach Schweden, wo sie seitdem lebte.
Sie studierte ein Jahr Pharmazie an der Universität Uppsala und anschließend Biomedizin und Gesundheitswesen am Karolinska-Institut, das sie mit einem Masterabschluss beendete. Sie arbeitete als Mikrobiologin an der Universität und war bei Amnesty International tätig.
2013 war sie Mitorganisatorin eines Kongresses der gambischen Diaspora in Stockholm und kurzzeitig Repräsentantin des Committee for the restoration of democracy in the Gambia (CORDEG), das sie im Juli 2014 nach internen Konflikten verließ.
Im April 2015 trat sie der United Democratic Party (UDP) bei. Sie unterstützte die Opposition gegen die Regierung von Präsident Yahya Jammeh, beispielsweise beim Fundraising für die Coalition 2016 bei der Präsidentschaftswahl in Gambia 2016, die die Opposition für sich entscheiden konnte.
Im Mai 2017 wurde sie zur gambischen Botschafterin in Russland ernannt. Dies soll auf Wunsch des UDP-Parteichefs Ousainou Darboe geschehen sein, der unter Präsident Adama Barrow zunächst Vizepräsident war. Nachdem Darboe seine Ministerämter 2018/2019 abgeben musste, wurde Bahs Zweijahresvertrag Mitte Mai 2019 zunächst nicht verlängert. Ende Mai kündigte die Regierung dann doch eine Verlängerung ihrer Entsendung an, so dass sie weiterhin als Botschafterin tätig war. Im Mai 2020 wurde sie von Alhagi Nyangado abgelöst.
Sie ist mit (Momodou) Sarjo Jallow verheiratet, der verschiedene Ministerämter in Gambia innehatte und Botschafter in Äthiopien war und hat mit ihm vier Kinder. 2008 heiratete ihr Mann eine weitere Frau, Mamie/Mammy Ngum.